# Holocaust (band)
Holocaust er et engelsk New Wave of British Heavy Metal-band, dannet i 1977.

## Diskografi

### Albums
- The Nightcomers (1981)
- Live (Hot Curry & Wine) (1983)
- No Man's Land (1984)
- The Sound of Souls (1989)
- Hypnosis of Birds (1992)
- Spirits Fly (1996)
- Covenant (1997)
- The Courage to Be (2000)
- Primal (2003)

### EP'er og sngler
- "Heavy Metal Mania" (1980, 7")
- Heavy Metal Mania (1980, 12")
- "Smokin' Valves" (1980, 7")
- Smokin' Valves (1980, 12")
- Live from the Raw Loud 'n' Live Tour (1981, 7")
- Comin' Through (1982, 12")
- Heavy Metal Mania '93 (1993, CD)
- Expander (2013, CD)

### Opsamlingsalbum
- NWOBHM '79 Revisited (1990)
- Smokin' Valves: The Anthology (2003)

### Videoer
- Live from the Raw Loud 'n' Live Tour (1981, VHS; 2004, DVD)

| Musikgruppe | Spire Denne artikel om en britisk musikgruppe er en spire som bør udbygges. Du er velkommen til at hjælpe Wikipedia ved at udvide den. |